# A Blaze in the Northern Sky
A Blaze in the Northern Sky ist das zweite Album der norwegischen Band Darkthrone. Es erschien im Februar 1992 auf dem britischen Plattenlabel Peaceville Records.
Gegenüber dem Vorgängerwerk Soulside Journey markiert das Werk produktionstechnisch wie kompositorisch eine Kehrtwende; alle Elemente des Albums gelten als grundlegend für den nordischen Black Metal.

## Entstehung
Nach den Aufnahmen zum Album im August 1991 verließ der Bassist Dag Nilsen die Band, Darkthrone stand damit als Trio da. Die Band beschloss jedoch, ohne Bassisten weiterzuarbeiten. Nilsen wurde in den Credits zum Album mit dem Vermerk „Session Bass Guitar“ aufgeführt.
Im Gegensatz zum vorherigen Album nahm die Band diesmal in Norwegen auf, und zwar in den Creative Studios in Kolbotn, wo bereits Mayhem ihre erste EP Deathcrush aufgenommen hatten. Toningenieur war diesmal Erik Avnskog, der auch schon mit norwegischen Pop- und Folk-Musikern wie Hanne Krogh oder Mari Boine zusammengearbeitet hatte. Insgesamt wurde die Produktion wesentlich höhenlastiger und weniger klar aufgenommen. Als ausschlaggebend für diesen Stilwechsel bei der Produktion nannte Schlagzeuger und Sänger Gylve „Fenriz“ Nagell 2007 in einem Interview mit der deutschen Zeitschrift Rock Hard das Erlebnis, eine Demoaufnahme der polnischen Band Vader über einen defekten Kassettenrekorder angehört zu haben.
Eine weitere Neuerung war das größtenteils in Schwarz gehaltene Plattencover, das diesmal von der Band selbst in Form eines Fotos erstellt wurde. Vor dem schwarzen Hintergrund sind lediglich das weiß angemalte Gesicht, die Hände und ansatzweise die Haare des Rhythmus-Gitarristen Ivar „Zephyrous“ Enger zu erkennen. Bis 1996 waren alle weiteren Cover der Band in Schwarz-Weiß gehalten, zudem war auch auf den nächsten beiden Alben jeweils ein posierendes Bandmitglied auf dem Cover zu sehen.
Im Booklet zum Album sprach die Band insbesondere Øystein „Euronymous“ Aarseth von Mayhem Dank aus und titulierte ihn in diesem Zusammenhang als „The King of Black/Death Metal Underground“. Weiter gab die Band an, ausschließlich „Unholy Black Metal“ zu spielen.
Peaceville weigerte sich zunächst, das Album zu pressen, da die Produktion so schlecht sei. Die Band weigerte sich jedoch, das Album neu einzuspielen und erklärte, dass Black Metal so zu klingen habe. Laut Fenriz drohte die Gruppe mit Kündigung und Peaceville veröffentlichte das Album dennoch. Peaceville wollte keinen Imageverlust riskieren, wenn eine neue Gruppe das Label direkt verlassen hätte. Das Album erschien im Februar 1992 zunächst in einer Auflage von 2000 weißen CDs bei Peaceville. Die zweite Auflage bestand aus schwarzen CDs. Wie auch alle anderen bei Peaceville erschienenen Darkthrone-Alben wurde A Blaze in the Northern Sky im Jahr 2003 im Digipak und mit einer zusätzlichen Multimedia-Spur in Form eines Video-Interviews wiederveröffentlicht. Eine weitere Wiederveröffentlichung erfolgte im selben Jahr mit einer Auflage von 1000 Picture-LPs.

## Titelliste
1. Kathaarian Life Code – 10:39
2. In The Shadow Of The Horns – 7:02
3. Paragon Belial – 5:25
4. Where Cold Winds Blow – 7:26
5. A Blaze In The Northern Sky – 4:58
6. The Pagan Winter – 6:35

## Stil
Charakteristisch ist die bereits angesprochene Produktion mit den stark betonten Höhen, viel Hall und nur wenig Nachbearbeitung. Insgesamt wird diese Produktion allgemein als sehr roh betrachtet, Vergleiche werden häufig zu primitiven Aufnahmen wie im Proberaum gezogen. Ebenso änderte sich der Gesang vom Death-Metal-typischen tiefen Growls hin zu einem hohen Schreien, ebenfalls mit Hall unterlegt.
Kompositorisch unterscheidet sich das Album vor allem strukturell wesentlich vom Vorgänger, die Lieder sind alleine schon von den Längen her deutlich ausladender und bieten eine Vielzahl an Riffs in den einzelnen Stücken. Die Riffs selbst sind denen des Vorgängers nicht unähnlich, gewinnen jedoch durch die neue Produktion eine andere Klangfarbe. Geblieben ist dagegen der starke Gegensatz zwischen schnellen und langsamen Tempi, der durch die langen Stücke noch stärker hervortritt.
Neben den Einflüssen aus dem Death-Metal-Bereich lassen sich auch Tendenzen hin zu klassischem Heavy Metal (In the Shadow of the Horns) und, wie Fenriz selbst in einem Rock-Hard-Interview zum 2006 erschienenen Album The Cult is Alive anmerkte, zum Punk erkennen. Einigen Riffs und Dissonanzen wird zudem eine Affinität zum Jazz nachgesagt. Weiterhin wurden stilistisch konkrete Vergleiche zur Schweizer Band Hellhammer und ihrem Nachfolger Celtic Frost gezogen; diese Einflüsse traten auf dem späteren Album Panzerfaust (1995) noch deutlicher hervor.
Textlich sind vor allem die surrealen Tendenzen gewichen, es treten nunmehr hauptsächlich heidnische und okkulte Themen in den Vordergrund.

## Rezeption
Robert Müller vom deutschen Metal Hammer bezeichnete das Album als „[e]rstmal […] ziemlich amüsant“, aber das „musikalische Innovationspotential“ sei „ungefähr gleich Null“ und „[d]er Sound […] ungefähr so beschissen wie auf dem legendären Bathory-Debüt“; dennoch gab er „[k]nappe“ fünf von sieben Punkten, „da ich für solche Haufen auch noch hin und wieder zu haben bin“. Frank Albrecht vom deutschen Magazin Rock Hard hingegen äußerte sich euphorisch:

„[F]ür mich ist ‚A Blaze In The Northern Sky‘ der totale Kult, weil diese Platte etwas total anderes ist, als der Rest der Death Metal-Welt heutzutage zustande bringt. Kein sinnloses Gebolze, sondern Megaspeed-Songs mit phantastischen Riffs und mit viel Stil. Noch nie war Gehacke so schön!“

Im Nachhinein wird dem Album daher der Status eines Klassikers zugesprochen; beispielsweise bezeichnet eine Rezension des deutschsprachigen Webzines Vampster das Album als „ein Meisterwerk, welches für den (norwegischen) Black Metal wegweisend war und noch immer ist.“ (Vampster.de-Rezension).